# Hilario Correas
Hilario Correas Espínola (1801 - 1868). Ocupó interinamente el cargo de Gobernador de la Provincia de Mendoza desde el 2 de enero de 1862.